# Une larme dans l'océan
Pour plus de détails, voir Fiche technique et Distribution.
Une larme dans l'océan est un film français réalisé par Henri Glaeser, tourné  en 1971 et sorti en salles en 1973.

## Synopsis
Une larme dans l’océan (adaptée du roman de Manès Sperber) plonge au cœur du ghetto de Varsovie en 1942, là où l’espoir s’étiole et où l’humanité vacille. Tandis que les nazis resserrent leur étau, une communauté juive déchirée entre résignation et révolte tente de survivre. D’un côté, les partisans de la non-violence s’agrippent à une foi fragile en la dignité humaine ; de l’autre, les voix de la résistance armée s’élèvent, prêtes à mourir debout plutôt que vivre à genoux.
Un comte catholique, figure tragique et fraternelle, refuse la neutralité. Il vend les joyaux de sa lignée, met en péril sa liberté et son nom pour soutenir ceux que l’Histoire condamne déjà. Autour de lui, les alliances s’ébauchent puis s’effondrent : les résistants polonais hésitent puis refusent intégrer le combat des Juifs à leur propre lutte pour la libération nationale.
Une larme dans l’océan est une méditation poignante sur le courage et l’abandon, l’engagement et la trahison, l’humain et l’inhumain. Sans effets superflus, Henri Glaeser compose une fresque dépouillée où chaque regard, chaque silence, pèse plus lourd qu’un cri. Ce n’est pas un film sur la Shoah, c’est un film sur les choix qui font de nous, ou non, des hommes.
Ce film raconte moins la guerre que le choix de rester humain quand le monde s’effondre. Chaque personnage y devient une larme – infime, solitaire – dans l’océan d’un siècle englouti par la barbarie. Une larme dans l'océan (A Tear in The Ocean) a été présenté au Festival de Cannes, s'est vu décerner une étoile de cristal, (pré-césar catégorie Grand Prix) et fut également présenté au Moma (Museum of Modern Art) à New York avant d'être référencé parmi les sujets de philosophie du baccalauréat.
Qualifié par le Los Angeles Times de « trésor enfoui et déterré qui vous renverse », par le New York Times de « film à la fois provocateur et efficace », par le journal La Croix de « puissant et universel », par le magazine Elle de film « dont la pureté fait honneur au cinéma ».
Une larme dans l'Océan fut également prisé par André Malraux, Eugène Ionesco, Gilles Jacob (L'Express). Extrait du dossier de presse :
Elle : Une Larme dans l'Océan d'Henri Glaeser. Une communauté juive en Pologne à l'heure des persécutions. Faut-il lutter ou céder ? S'abandonner aux desseins de Dieu ou s'opposer à la folie des bourreaux ? Plier ou résister ? Questions que pose Henri Glaeser avec infiniment de pudeur, de sensibilité et d'émotion dans ce film dont le tact, la ferveur, la pureté font honneur au cinéma.
L'Express : Gilles Jacob a vu Une Larme dans l'Océan. « Voici une œuvre rare, sensible, généreuse. La chronique de la vie d'une communauté juive, en Pologne, à l'heure des ghettos. Aux prises avec les nazis, mais aussi avec les paysans aux côtés de qui ils résistent, et avec les traditions séculaires. Henri Glaeser (La Main) pose sans emphase le dilemme des persécutés de la dernière guerre. Fallait-il céder à la résignation et se soumettre à la loi divine ? Ou mourir debout, en kamikaze de la dignité ? Le docteur Rubin et le fils du zaddick de Wolyna ont choisi de se lever, de prendre les armes. Renforce notre adhésion le côté exsangue de la mise en scène. Comme si le film avait été tourné par ces frêles jeunes gens pâles aux boucles et aux lévites noires. Malgré le budget infime et les fourrés alsaciens, la Pologne est là clairement exprimée. Et aussi l'âme juive, douloureusement ressentie. Dans l'océan de violence et de vulgarité du cinéma contemporain, une larme de ferveur et de spiritualité, c'est toujours bon à recueillir. »
Le Figaro Littéraire : Pour Eugène Ionesco , « (...) c'est le film le plus douloureux, le plus profond, le plus tragique, le plus pensé que l'on puisse voir en ce moment. ».
France-Soir : Robert Chazal parle de « la Grandeur de la tragédie ».
L'Humanité : Par Albert Cervoni. « C'est un très beau film que celui d'Henri Glaeser, l'intimité du récit, l'intelligence de la mise en scène, le refus des effets excessifs ou conventionnels nous font tout admettre (...) ».
Los Angeles Times : By Charles Chaplin (Time Entertainment Editor). « Unearthing à Buried Treasure. Whatever else it does, if a film festival does not offer a sense of discovery, it has failed. The real thrill is not in the reconfirmation that masterpieces are masterpieces or that great directors make great movies; it lies in stumbling with a lonely, quirky film with an unfamiliar tittle by an unknown hand and be knocked out by it. And for me one of the most engaging and encouraging has been Henri Glaeser’s « a tear in the ocean ». (Déterrer un trésor enfoui. Quoi qu'il fasse d'autre, si un festival du film n'offre pas le sens de la découverte, il a échoué. Le vrai frisson n'est pas dans la énième confirmation que les chefs-d'œuvre sont des chefs-d'œuvre ou que les grands réalisateurs font de grands films ; il s'agit de trébucher sur un film solitaire et décalé avec un titre inconnu, réalisé par une main inconnue, et d'en être assommé. Et pour moi, l'un des plus engageants et encourageants a été Une larme dans l'océan d'Henri Glaeser. »)

## Fiche technique
- Titre : Une larme dans l'océan
- Réalisateur : Henri Glaeser
- Scénario : Henri Glaeser et Alec-Pierre Quince, d'après le roman de Manès Sperber
- Photographie : Claude Lecomte
- Son : Guy Villette
- Musique : Joseph Lemovitz
- Montage : Georges Arnstam
- Sociétés de production :  Les Films Romain Pinès - ORTF - Oniris
- Pays d'origine :  France
- Durée : 86 minutes
- Date de sortie : 1er mars 1973

## Distribution
- Alexandre Stere : Edi
- Armand Abplanalp : Roman
- Henri Glaeser : Rabbi
- Dominique Rollin : Bynie
- Jacques Brafman : Mendel
- Diane Lepvrier : Jadwiga
- Frantz Wolf : le commandant SS
- Dominique Zardi : Yanouch
- Liliane Rovere : la maîtresse du commandant
- Diane Lepvrier : Jadwiga
- Léonce Corne
- Léonard Rollan